# ヴェルフ1世 (リンツガウ伯)
ヴェルフ1世（ドイツ語：Welf I., ? - 876年以前）は、シュヴァーベン系ヴェルフ家の祖。9世紀にボーデン湖畔において存在が確認されている。

## 生涯
両親については不明であるが、オセール伯コンラート1世（862年没）とアデライード・ド・トゥール（866年以降没）の息子とも、コンラート1世の弟ポンティユー伯ルドルフ（866年没）とロデュナの息子（ルドルフには881年に死去したヴェルフという名の別の息子がいるが）とも考えられている。
10世紀におけるシュヴァーベン系ヴェルフ家の血族関係が定かではないため、エティコ（911年以降没）がヴェルフ1世の息子であることも証明されておらず、その可能性が高いというだけである。しかし、ここで注目すべきは、ヴェルフ1世の母親と思われるアデライード・ド・トゥールがエティション家の出身であるということである。
ヴェルフ1世は、842/50年からボーデン湖畔のリンツガウ伯、852/8年よりシュヴァルツヴァルト南部のアルプガウ伯であった。